# Toy
„Toy“ (на български: Играчка) е песен на израелската певица Нета Барзилай. Песента представя Израел на „Евровизия 2018“. Песента е написана от Дорон Медалие и Став Бегер и продуцирана от Бегер. Песента е публикувана на 11 март 2018 г. заедно с официалния си видеоклип, който е режисиран от Керен Хочма. Песента е публикувана само ден преди нейното официално представяне.
Песента печели Евровизия 2018 с 529 точки. Това бележи четвъртата победа за Израел в песенния конкурс (1978 г., 1979 г. и 1998 г.). Песента достига върха на няколко музикални класации в Израел.
Песента се превърна в най-гледания видеоклип в Ютюб канала на песенния конкурс на 27 май 2018 г. и е третата най-гледана песен от Евровизия, след италианските песни „Occidentali's Karma“ (2017 г.) и „Grande amore“ (2015 г.).